# Alto Yafa
El Alto Yafa o Alto Yafa'i (en árabe: يافع العليا Yāfi' al-'Ulyā), oficialmente Estado del Alto Yafa (en árabe: دولة يافع العليا Daulat Yāfiʿ al-ʿUlyā), fue una alianza militar en el Protectorado británico de Adén y el Protectorado de Arabia del Sur. Fue gobernada por la dinastía Harharah y su capital era Mahjaba, una pequeña ciudad en una colina ubicada por la carretera 621, a unos 50 km al noreste de Habilayn. 
El sultán del Alto Yafa tenía muy poco control sobre los emiratos constituyentes del Alto Yafa, que tenían tratados de protectorado separados con los británicos, y eran libres de disociarse de las políticas del jeque del Alto Yafa.  La única vez que el jeque del Alto Yafa tuvo influencia fue durante una crisis que amenazó la independencia de los estados del Alto Yafa, durante la cual se unirían bajo el sultán. Esto significaba que el Alto Yafa era más parecido a una alianza militar que a un estado genuino.

## Historia
La tribu Yafa'i ha habitado tradicionalmente el interior montañoso del área de Adén. Yafa superior se formó en el siglo 18.  Incluía los emiratos de Al-Busi, Al-Dhubi, Al-Hadrami, Al-Muflihi, Al-Mausata, Na'wah y Rubeitein.
En 1895 el sultán Qahtan bin Umar sucedió a la jefatura titular a la muerte del sultán Muhammad bin Ali. Muy pocos tratos se llevaron a cabo con el Alto Yafai hasta 1903, cuando en ese año se propuso demarcar la frontera nororiental. Se concluyeron tratados con las secciones Dhubi, Mausatta y Muflahi, con el sultán Qahtan como jefe titular de toda la tribu, y con las secciones Hadrami y Shaibi. En agosto se demarcó la frontera de Shaibi, pero, cuando el grupo de reconocimiento entró en el distrito de Rubiatein, un puesto que se había establecido en Awabil fue atacado por el sultán Salih bin Umar, hermano del sultán Qahtan. El ataque fue repelido; pero, como los turcos declararon que cualquier avance en el distrito de Rada pondría en peligro las negociaciones que se estaban llevando a cabo entre los dos países, todos los intentos de demarcar la frontera noreste fueron abandonados. 
En octubre de 1903 Shaikh Mutahir Ali de la tribu Shaibi hizo un acuerdo, por el cual se comprometió a cuidar los pilares fronterizos por un estipendio mensual de 7 dólares. 
En 1904, debido al acuerdo firmado con el gobierno británico, el sultán Qahtan bin Umar fue depuesto por miembros de la tribu encabezados por su hermano, Salih. En 1905 el gobierno sancionó la donación al sultán Qahtan de $ 3,000 como asistencia para efectuar su rehabilitación. 
Los miembros de la tribu Shaibi tienen sus jefes de clanes, que deben una especie de lealtad a un estipendiario llamado Shaikh Ali Mana, el Saqladi. Los Nuqaba de Mausatta, dos de los cuales comparten el estipendio que les concedió el Gobierno de Su Majestad en virtud de los términos de su Tratado, afirman que tienen una influencia considerable en Shaibi; y Shaikh Ali Muhsin Askar, hijo de Muhsin Askar (un estipendiario Mausatta), visitaban con frecuencia el país como mediador. En reconocimiento de su importancia, Ali Muhsin Askar recibió un subsidio de 20 dólares al mes, siempre y cuando permaneciera fiel al Gobierno. 
En 1906 Ali Muhsin Askar, debido a un desaire imaginado que afirmó que había recibido en Adén, regresó al país Shaibi y derribó un pilar fronterizo. Su asignación fue detenida hasta que entró en Dhala ante el Residente y pidió perdón. 
En 1913 el sultán Qahtan murió, sin haber logrado ser reinstalado. Fue sucedido por su hijo, el sultán Umar, pero su reconocimiento fue retenido por el gobierno, que le dio un año para llevar a cabo su rehabilitación, y continuó con él provisionalmente el estipendio pagado a su padre. El período se extendió de año en año hasta 1919, cuando abdicó en favor de su tío Salih. Este último había sido aceptado por la sección Muflahi como su sultán en 1911, y en 1920 fue reconocido por el Gobierno de Su Majestad y se le concedió el estipendio previamente pagado al sultán Umar. 
En noviembre de 1919 el Imán de las tropas de Saná capturó Shaib', Rubiatein, Nawa y Dhabiani. Se vieron obligados a evacuar Shuib en julio de 1928, pero aún ocupaban las otras tres secciones de Yafai. 
En 1923, con el fin de impedir el avance de las tropas del Imam de Sanaa, Khan Bahadur Sayyid Husein bin Hamid el Mehdar, Ministro del Sultán de Shir y Mukalla, realizó una visita especial al Alto Yafa, con la aprobación del Residente, y obtuvo las firmas de los Yafai Shailchs de un acuerdo por el cual se declararon obligados por sus tratados existentes con Gran Bretaña y se comprometieron a unidad tribal y combinación contra cualquier agresor. Este acuerdo contribuyó a la cooperación exitosa de las tribus del Alto Yafai en la expulsión de las fuerzas del Imam del territorio Shaibi en julio de 1928. 
El sultán Salih bin Umar abdicó en 1927 en favor de su hijo, el sultán Muhammad bin Salih, a quien el gobierno británico le otorgó el reconocimiento. 
En 1931, el número de miembros de la tribu Yafai Superior se estimó aproximadamente en 80.000. 
El área del Alto Yafa no había sido visitada por los europeos antes de que el coronel MC Lake del Ejército Indio Británico la explorara para reunir información y encontrar sitios adecuados para los terrenos de aterrizaje. En 1925 Lake construyó un pequeño ejército de guerreros tribales que serían capaces de ayudar al protectorado de Adén en eventuales enfrentamientos territoriales con el Imam de Yemen. 
Entre 1955 y 1957 hubo levantamientos contra las autoridades británicas en el Alto Yafa que fueron reprimidos con éxito. 
En 1959, varios líderes tribales con la ayuda del Reino de Yemen se levantaron contra el sultán Yafa Superior. La rebelión fue reprimida tras el bombardeo de la Royal Air Force el 15, 16 y 18 de junio. 
A diferencia del  Bajo Yafa, en la década de 1960 el Alto Yafa no se unió a la Federación de Arabia del Sur patrocinada por los británicos, formando un enclave que se convirtió en parte del Protectorado de Arabia del Sur.
El Sultanato del Alto Yafa fue abolido en 1967 tras la fundación de la República Democrática Popular de Yemen. Yemen del Sur se unió con República Árabe de Yemen en 1990 para formar la República de Yemen.

## Reglas

### Jeques del Alto Yafa
c.1730 - 1735 'Ali ibn Ahmad Al Harhara
c.1735 - 1750 Ahmad ibn 'Ali Al Harhara
c.1750 - 1780 Salih I ibn Ahmad Al Harhara
c.1780 - 1800 'Umar I ibn Salih Al Harhara

### Sultanes del Alto Yafa
c.1800 - 1810 Qahtan I ibn 'Umar ibn Salih Al Harhara (1.ª vez)
c.1810 - 1815 'Umar II ibn Qahtan ibn 'Umar Al Harhara
c.1815 - 1840 Qahtan I ibn 'Umar ibn Qahtan Al Harhara (2.ª vez)
c.1840 - 1866 'Abd Allah ibn Nasir ibn Salih Al Harhara
1866 - 1875 al-Husain ibn Abi Bakr ibn Qahtan Al Harhara
1875 - 28 de abril de 1895 Muhammad I ibn 'Ali ibn Salih ibn Ahmad Al Harhara
1895 - 1903 Qahtan II ibn 'Umar ibn al-Husayn Al Harhara
4 de diciembre de 1903 - 1913 Salih II ibn 'Umar ibn al-Husayn Al Harhara (1.ª vez)
1913 - 1919 'Umar III ibn Qahtan ibn 'Umar Al Harhara
1919 - 1927 Salih II ibn 'Umar ibn al-Husayn Al Harhara (2.ª vez)
1927 - 1948 Umar IV ibn Salih ibn 'Umar Al Harhara
1948 - 29 de noviembre de 1967 Muhammad II ibn Salih ibn 'Umar Al Harhara

## Sellos postales
El Sultanato de Alto Yafa emitió sellos en septiembre de 1967, aunque Mahjaba no tenía servicios postales en funcionamiento en ese momento.
El artista Bruce Grenville ha creado un conjunto de sellos para el Sultanato del Alto Yafa.
Muchos más sellos fueron emitidos, no por la autoridad oficial, incluso después de la disolución de la Federación y el establecimiento de la República de Yemen del Sur. Estos sellos se pueden encontrar en el Phillips CD Catalogue of Oman State, Dhufar and South Arabia (Volumen 15)